# Божина Прелевић
Божина Бојо Прелевић (Стравче, код Подгорице, 1919 — 1943), учесник Народноослободилачке борбе и народни херој Југославије.

## Биографија
Родио се у селу Стравча у близине Подгорице 1919. године у сиромашној сељачкој породици. Детињство је провео у селу Ракића Куће у близини Подгорице где су му се родитељи преселили након Првог светског рата. Завршио је два разреда гимназија, а након тога је прекинуо школовање и бавио се пољопривредом. У Априлском рату учествовао је у борбама Зетске дивизије краљевске војске у борбама око Скадра. Након капитулације учествовао је у организацији устанка у Црној Гори.
У саставу батаљона „18. октобар” отишао је у Пљевље где се истакао у борбама на Савином лакту на путу Пријепоље − Пљевље и код села Бабине на путу Бијело Поље − Пљевља. Када је формирана Прва пролетерска бригада ушао је у састав 2. црногорског батаљона. Истакао се у бици код Миоча 21/22. децембра 1941. године. Немци су 21. јануара 1942. године у селу Бијелим Водама на Романији изненадили делове 2. батаљона 1. пролетерске бригаде, али је штаб батаљона успео да се извуче пре свега захваљујући Прелевићу. Учествовао је у више од 100 окршаја Прве пролетерске бригаде. Посебно се истакао почетком августа 1942. године у нападу на Ливно, 21. августа код Аржана и у напади на Кључ 6/7. октобра 1942. године.
Са својим тешким митраљезом успешно је зауставио 15 и 16. маја јаке снаге немачке 1. брдске дивизије каја се сукобила са 1. пролетерском бригадом у рејону Мојковца. У тој борби тешко је рањен 16. маја. Погинуо је на Сутјесци у Централној болници половином јуна 1943. године.
Указом председника ФНР Југославије Јосипа Броза Тита, 10. јула 1953. године, проглашен је за народног хероја.